# هنری وایت
هنری وایت (انگلیسی: Henry White؛ 8 August 1895 – ۲۷ نوامبر ۱۹۷۲) بازیکن فوتبال اهل بریتانیا بود.
از باشگاه‌هایی که در آن بازی کرده‌است می‌توان به باشگاه فوتبال آرسنال، باشگاه فوتبال والسال، باشگاه فوتبال برنتفورد، باشگاه فوتبال نلسون، باشگاه فوتبال بلکپول، باشگاه فوتبال استافورد رانجرز، باشگاه فوتبال فولام، و باشگاه فوتبال والسال اشاره کرد.